# Notoraja longiventralis
Notoraja longiventralis — вид хрящевых рыб рода Notoraja семейства Arhynchobatidae. Обитают в тропических водах западной части Тихого океана. Встречаются на глубине до 953 м. Их крупные, уплощённые грудные плавники образуют округлый диск со треугольным заострённым рылом. Максимальная зарегистрированная длина 43,4 см. Не являются объектом целевого промысла.

## Таксономия
Впервые вид был научно описан в 2012 году. Видовой эпитет происходит от лат. long — «длинный» и лат. ventralis — «брюшной», «нижний». Голотип представляет собой неполовозрелого самца длиной 43,4 см, пойманного в водах Фиджи (18°00′ ю. ш. 178°53′ в. д.) на глубине 660—666 м. Паратипы: неполовозрелый самец длиной 22,9 см и новорождённый самец длиной 16,8 см, пойманные в водах Вануату на глубине 880—953.

## Ареал
Эти скаты обитают на островном склоне в водах Вануату и Фиджи. Встречаются на глубине 660—953 м.

## Описание
Широкие и плоские грудные плавники этих скатов образуют округлый диск в виде сердечка с треугольным заострённым рылом.  На вентральной стороне диска расположены 5 жаберных щелей, ноздри и рот. На тонком хвосте имеются латеральные складки. У этих скатов 2 редуцированных спинных плавника и редуцированный хвостовой плавник. Имеется один преорбитальный шип. Поверхность диска и хвоста бархатистая, покрыта мелкой чешуёй, колючки отсутствуют. Латеральные складки на хвосте уже его ширины. Назальные лопасти не расширены. Ширина назального лоскута составляет 7,6—8,0 % длины тела. Рот довольно широкий, его длина равна более 66 % максимальной ширины назального лоскута.  Передняя лопасть брюшных плавников длиннее задней. Окраска дорсальной и вентральной поверхности диска тёмого фиолетово-серогоцвета, на переднем крае диска имеются беловатые поры. Грудные плавники образованы 64—65 лучам. Количество позвонков 135—145. Максимальная зарегистрированная длина 43,4 см.

## Взаимодействие с человеком
Эти скаты не являются объектом целевого лова. Международный союз охраны природы ещё не оценил охранный статус вида.